# Biratnagar
Biratnagar (Sanskriet: बिराटनगर) is de vierde grootste stad (Engels: sub-metropolitan City; Nepalees: upa-mahanagarpalika) van Nepal. De stad ligt in het zuidoosten van het land en is tevens de hoofdstad van het district Morang. De stad telde bij de volkstelling in 2001 166.674 inwoners, in 2011 al meer dan 200.000 inwoners.